# Gagrella bengalica
Gagrella bengalica is een hooiwagen uit de familie Sclerosomatidae.